# Sinumelon flindersi
Sinumelon flindersi är en snäckart som först beskrevs av Adams och George French Angas 1864.  Sinumelon flindersi ingår i släktet Sinumelon och familjen Camaenidae. Inga underarter finns listade i Catalogue of Life.